# Зефрид, Ирмгард
Мария Терезия Ирмгард Зефрид (нем. Maria Theresia Irmgard Seefried; 9 октября 1919, Кёнгетрид, Германия — 24 ноября 1988, Вена, Австрия) — австрийская оперная певица (сопрано) немецкого происхождения. Особенно известна ролями в операх Моцарта.

## Биография
Ирмгард Зефрид родилась в 1919 году в Кёнгетриде близ Миндельхайма (Бавария). Её отец был учителем в деревенской школе, а также руководителем хора. Именно он преподал дочери первые уроки пения и игры на фортепиано. Начав выступать в восьмилетнем возрасте, в 11 лет она исполнила партию Гретель в опере «Гензель и Гретель» Хумпердинка.
Ирмгард училась в консерватории в Аугсбурге (в частности, у А. Грейнера и А. Майера) и в музыкальной академии в Мюнхене, которую окончила в 1939 году. После преждевременной смерти отца в результате несчастного случая она самостоятельно зарабатывала на жизнь, в том числе выступая в концертах. Впервые выступила на оперной сцене в 1939 году (по другим источникам — в 1938 или 1940 году) в Ахене, куда была приглашена Гербертом фон Караяном. Параллельно с выступлениями в Ахенском городском театре также пела в хоре Ахенского собора под управлением Теодора Бернхарда Ремана.
В 1943 году Ирмгард Зефрид выступила в Венской государственной опере, исполнив партию Евы в «Нюрнбергских мейстерзингерах» Вагнера. В следующем году она пела партию Композитора в юбилейной постановке «Ариадны на Наксосе» Штрауса. С 1946 года певица приняла австрийское гражданство и выступала в составе Венского Моцартовского ансамбля (Wiener Mozartensemble) под управлением Йозефа Крипса. Известность Зефрид принесло выступление в 1946 году на Зальцбургском международном музыкальном фестивале, после чего она регулярно принимала участие в Зальцбургских и других оперных фестивалях (в том числе Флорентийский май, Эдинбургский фестиваль и другие). Вместе с труппой Венской государственной оперы певица гастролировала в Великобритании, где в 1947 году пела в театре «Ковент-Гарден», и Нидерландах (1949). В последующие годы Зефрид выступала в крупнейших оперных театрах, включая «Ла Скала» и «Метрополитен-опера». Она сотрудничала с такими дирижёрами, как Фричай, Фуртвенглер, Караян, Клемперер, Краус, Шолти и Вальтер.
Ирмгард Зефрид считалась одной из лучших исполнительниц партий в операх Моцарта (Сюзанна в «Свадьбе Фигаро», Памина в «Волшебной флейте», Фьордилиджи в «Так поступают все» и т. д.). Она также пела в операх Р. Штрауса, Дж. Верди, Р. Вагнера, Г. Ф. Генделя, Дж. Пуччини, Л. Бетховена, Ф. Пуленка, Б. Сметаны. В числе лучших партий — Агата («Вольный стрелок» Вебера), Октавиан («Кавалер роз» Р. Штрауса), Наннетта («Фальстаф» Верди), Чио-Чио-сан («Мадам Баттерфляй» Пуччини) и другие. Её искусство отличалось совершенным вокальным мастерством, естественностью, проникновенностью, тонким чувством стиля.
Ирмгард Зефрид выступала и как камерная певица (в частности, она была выдающимся интерпретатором вокальной лирики Х. Вольфа). Её чрезвычайно широкий репертуар включал как произведения венских классиков, так и современных композиторов. В концертах она часто исполняла немецкие Lieder (её аккомпаниатором был с 1949 года Эрик Верба), в том числе в рамках гастролей по Европе, США, Канаде, Южной Америке и Японии в 1950-х годах. В 1964 году она, вместе со своим мужем, скрипачом Вольфгангом Шнайдерханом, приняла участие в премьерном исполнении посвящённого ей произведения Ханса Вернера Хенце «Ariosi». Последним её выступлением стала заглавная роль в «Кате Кабановой» Яначека в 1976 году в Вене. Затем, оставив сцену, Зефрид занималась преподавательской деятельностью.
Ирмгард Зефрид — лауреат многочисленных наград, в том числе Моцартовской медали (Mozart-Medaille, 1953), ордена «За заслуги перед Федеративной Республикой Германия» (1963), Австрийского почётного знака «За науку и искусство» (1969), Медали Хуго Вольфа (Hugo-Wolf-Medaille, 1971), Почётной медали города Вены (Ehrenmedaille der Bundeshauptstadt Wien, 1979) и пр.
Певица умерла 24 ноября 1988 года в Вене и была похоронена на кладбище в Нойштифт-ам-Вальде.